# Chlorid polonatý
Chlorid polonatý je anorganická sloučenina s chemickým vzorcem PoCl2.

## Příprava
Chlorid polonatý lze připravit chlorací kovového polonia a nebo dehalogenací chloridu poloničitého. Metody dehalogenace zahrnují termální rozklad při teplotě 300 °C, redukci studeného a trochu vlhkého chloridu poloničitého oxidem siřičitým, zahřátí chloridu poloničitého v proudu oxidu uhelnatého nebo sulfanu při teplotě 150 °C.

## Vlastnosti
Chlorid polonatý je rubínově červená hygroskopická krystalická látka. Krystalizuje v ortorombické soustavě s prostorovou grupou Pmmm (číslo 47) a mřížkovými parametry a = 3,66 Å, b = 4,34 Å a c = 4,49 Å.

## Reaktivita
Chlorid polonatý se rozpouští ve zředěné kyselině chlorovodíkové, čímž polonium oxiduje na Po(IV). Chlorid polonatý je rychle oxidován peroxidem vodíku nebo chlorovanou vodou. Přidáním hydroxidu draselného k růžovému roztoku chloridu polonatého vzniká hnědá sraženina (možná hydratovaný oxid polonatý nebo hydroxid polonatý), která je rychle oxidována na Po(IV). Se zředěnou kyselinou dusičnou tvoří chlorid polonatý tmavě červený roztok ze kterého se vysráží vločkovité bílé sraženiny neznámého složení.